# 图论术语
图论中有许多专有名词，此处总结了一些名词的一般意义和用法。

## 基本术语
一个图（一般记作{\displaystyle G}）由两类元素构成，分别称为“顶点”（或节点、结点）和“边”。每条边有两个顶点作为其端点，我们称这条边“连接”了它的两个端点。因此，边可定义为由两个顶点构成的集合（在有向图中为有序对，见下文“方向”一节）。
图也可以用其他模型来表示，如定义在顶点集合上的二元布尔函数，或者方形(0,1)-矩阵。
顶点或边上有标号的图称为有标号的，否则为无标号的。它们的区别在于，无标号的图并没有为顶点或边指定一个特定的顺序。
图的标号一般指按某一规则为图的顶点或边指定一个标号。标号通常是自然数，且一般互不相同。

一个有标号的简单图，点集V = {1, 2, 3, 4, 5, 6}，边集E = 。

一个超边是允许连接任意多个（可以多于两个）顶点的“边”。含有超边的“图”称为超图。边可视为恰连接两个顶点的超边，因此图可视为一种特殊的超图。
空图或秃图是没有边的图。
如果一个图有无穷多的顶点和/或边，则称其为无穷的，否则为有穷的。如果一个图是无穷的，但每个顶点的度（见下）是有限的，则称为局部有穷的。一般假定“图”指有穷图。
两个图{\displaystyle G}和{\displaystyle H}，如果存在{\displaystyle V(G)}与{\displaystyle V(H)}之间的一一对应，使得图{\displaystyle G}中两个顶点相连当且仅当它们在图{\displaystyle H}中的对应顶点相连，则称图{\displaystyle G}和{\displaystyle H} 同构，记作{\displaystyle G\simeq H}。类似地，如果仅仅是{\displaystyle V(G)}到{\displaystyle V(H)}的映射而不一定是一一对应，则称此映射是{\displaystyle G}到{\displaystyle H}的同态。

### 彼得森图
图论中最有名图之一。

### 边
一条边一般表示为连接其两个端点的曲线。以两个顶点{\displaystyle u}、{\displaystyle v}为端点的边一般记作{\displaystyle (u,v)}、{\displaystyle \{u,v\}}或{\displaystyle uv}。一条边连接两个顶点u、v时，称u与v相邻。图{\displaystyle G}的边集一般记作{\displaystyle E(G)}，当不发生混淆时可简记为{\displaystyle E}。

### 补图
图{\displaystyle G}的补图{\displaystyle {\bar {G}}}是这样一的图，它的点集与{\displaystyle G}相同，而每条边{\displaystyle (u,v)}存在于{\displaystyle {\bar {G}}}中当且仅当它不存在于{\displaystyle G}中。

### 顶点
一个顶点一般表示为一个点或小圆圈。一个图{\displaystyle G}的顶点集（点集）一般记作{\displaystyle V(G)}，当不发生混淆时可简记为{\displaystyle V}。图{\displaystyle G}的阶为其顶点数目，亦即|{\displaystyle V(G)}|。

### 度
若两个点之间有一条边，则这两个点相邻。关联一个点{\displaystyle v}的边的条数称为是{\displaystyle v}度数（degree）或价（valency）。特别的，若{\displaystyle G}不是多重图时，它等于这一点的邻点个数。
一个顶点被称作孤立顶点，当它的度数为{\displaystyle 0}。
{\displaystyle G}的最小度记为{\displaystyle \delta (G):=min\left\{d(v)|v\in V\right\}}
{\displaystyle G}的最大度记为{\displaystyle \Delta (G):=max\left\{d(v)|v\in V\right\}}
{\displaystyle G}的平均度记为{\displaystyle d(G):={\frac {\sum _{v\in V}d(v)}{|V|}}}
称{\displaystyle G}为k-正则的，当{\displaystyle G}的所有顶点都有相同的顶点度k。特别的，3-正则图被称作立方图。

### 独立集
一個圖的獨立集是圖中一些兩兩不相鄰的頂點所形成的集合。

### 二分图
图G是二分图当且仅当它的点集V能被划分成两块X和Y，使得对于G中的任意一条边，它有一个端点属于X而另一个端点属于Y。

### 环
看环（图论）。

### 距离
距离是两个顶点之间经过最短路径的边的数目，通常用{\displaystyle d_{G}(u,v)}表示。
顶点{\displaystyle v}的偏心率（eccentricity），用来表示连接图{\displaystyle G}中的顶点{\displaystyle v}到图{\displaystyle G}中其它顶点之间的最大距离，用符号{\displaystyle \epsilon _{G}(v)}表示。
图的直径（diameter），表示取遍图的所有顶点，得到的偏心率的最大值，记作{\displaystyle diam(G)}。相对于直径的一个概念是图的半径（radius），表示图的所有点的偏心率的最小值，记作{\displaystyle rad(G)}。这两者间的关系是：{\displaystyle diam(G)\leqslant 2rad(G)}

### 柯尼斯堡七桥问题
图论中著名的问题。

### 连通图／连通性
称{\displaystyle G}是连通的，如果非空图{\displaystyle G}的任意两个顶点之间均有一条路相连。
称{\displaystyle G}是k-连通的，如果非空图{\displaystyle G}的任意两个顶点之间都有{\displaystyle k}条独立路相连。k-连通的的另外一个定义是：若{\displaystyle \mid G\mid >k\in \mathbb {N} },且对任意满足{\displaystyle |X|<k}的子集{\displaystyle X\subseteq V}均有{\displaystyle G-X}是连通的，则称{\displaystyle G}是k-连通的。由门格尔定理，易知这两个定义是等价的。通过k-连通的概念，定义使得{\displaystyle G}是k-连通的最大整数{\displaystyle k}称作{\displaystyle G}的连通度。
类似的，还可以引入k-边连通的概念：称一个{\displaystyle \mid G\mid }的图{\displaystyle G}是k-边连通的，如果对任意一个满足{\displaystyle \mid F\mid <k}的边的集合{\displaystyle F}，{\displaystyle G-F}均是连通的。同样，{\displaystyle G}的边连通度是使得{\displaystyle G}是k-边连通的最大整数。

### 旅行推销员问题
计算机科学中最有名的问题之一。

### 欧拉路径
一笔画问题、也看哈密尔顿环。

### 平面图
库拉托夫斯基定理描述了有点平面图。有名的欧拉公式也说：V-E+F=2. 这是欧拉示性数。

### 路径
路径（walk），又译作途径。一个长度为{\displaystyle k}的路径是一个非空的顶点和边的交错序列{\displaystyle v_{0}e_{0}v_{1}e_{1}...e_{k-1}v_{k}}，使得对于所有{\displaystyle i<k}均有{\displaystyle e_{i}={v_{i}v_{i+1}}}。特别的，当{\displaystyle v_{0}=v_{k}}时，称这个路径是闭的（closed）；当路径中的顶点互不相同，得到{\displaystyle G}的一条路。

### 树

有标号的树，有6个顶点和5条边。

连通无圈图称为树，一般记为T。其中，度数为1的顶点称为叶子，否则称为内点。有时我们会从树中选出一个顶点作为特殊顶点，称之为根以示区分，此时称此树为有根树。有根树常作为有向无环图来处理。
树T的连通子图称为T的子树。
树也是一个团的森林。

### 森林
无环（不一定连通）图称为森林，森林F的子图称为F的子森林。
如果图G的一个生成子图是树，则称该子图为生成树。
星是仅有一个顶点不是叶子的树。星也可以表示为完全二分图K1,n。

### 团

完全图K_{5}

图中的团是由图中两两相邻的顶点构成的集合。

### 完全图
完全图是所有顶点两两相邻的图。n阶完全图，记作Kn。如图所示为K5。n阶完全图有n(n-1)/2条边。

### 网络流
重要的计算机科学、最优化理论、与算法学的题目。也看最大流最小割定理。

### 围长
圍長定義為圖所包含的最短環長，也被称为"girth"。

### 相邻
兩頂點相鄰，意思是之間有一條邊。

### 叶子
看以上的树术语。

### 自环
一个自环是两个端点为同一顶点的边。如果有多于一条边连接同一对顶点，则它们均被称为重边。一个图的重数是重复次数最多的边的重复次数。如果一个图不含自环或重边，则称为简单图。多数情况下，如无特殊说明，可以假定“图”总是指简单图。

### 着色
图着色问题包含四色定理，数学中最有名的问题之一。现代的证明用电脑、文章很长。

### 子图
两个图G和H，如果V(H)是V(G)的子集且E(H)是E(G)的子集（当然，E(H)中只能包含将V(H)中的顶点相连的边）则称H是G的子图。如果图G和H不相等，即V(H)是V(G)的真子集或E（H）是E（G）的真子集，则称H是G的真子图。如果H是G的子图或者存在一个G的子图与H同构，则称G包含H。
如果图G的子图H满足V(H)=V(G)，即图H包含图G的所有顶点，则称H是G的支撑子图或生成子图。
如果图G的子图H满足边(u,v)在图H中当且仅当边(u,v)在图G中，即图H包含了图G中所有两个端点都在V(H)中的边，则称H是G的导出子图。
对于图的某个性质而言，如果图G具有此性质而G的任一真子图都不具有此性质，则称G是具有该性质的极小图。类似地，如果图G具有此性质而任一以G为真子图的图都不具有此性质，则称G是具有该性质的极大图。

### 最短路问题
重要的计算机科学、与算法学的题目。也看Dijkstra算法、Kruskal算法、等。

## 定理术语
- 彼得森定理
- 布鲁克斯定理
- 柯尼格引理
- 柯尼格定理 (圖論)（英语：Kőnig's theorem (graph theory)）
- 库拉托夫斯基定理
- 拉姆齐定理（而且看拉姆齐理论）
- 门格尔定理（Menger's Theorem）
- 图特定理
- Vizing定理
- 最大流最小割定理

## 代数图论
代数图论

## 不变量

### 亏格（几何、拓扑）
看以上的平面图。